# 隙
| ウィキペディアには「隙」という見出しの百科事典記事はありません（タイトルに「隙」を含むページの一覧/「隙」で始まるページの一覧）。 代わりにウィクショナリーのページ「隙」が役に立つかもしれません。 |